# Fabian Luzjański
Fabian Luzjański (łac. Fabianus Lusianus, niem. Fabian Tetinger von Lossainen, niekiedy też Fabian z Łężan, ur. ok. 1470, zm. 30 stycznia 1523 w Lidzbarku Warmińskim) herbu Luzjański – biskup warmiński.

## Życiorys
Pochodził z rodziny Merkelingerode, przybyłej w XIV wieku z Harzu do Prus krzyżackich; po nabyciu wsi Lossainen (Łężany) koło Reszla przybrali nazwisko von Lossainen. Ojciec Fabiana, Marcin, był burgrabią zamku biskupiego w Reszlu; m.in. bronił zamku przed Krzyżakami (małoletni syn był wzięty przez Krzyżaków jako zakładnik). Matka pochodziła ze szlacheckiego rodu polskiego Kościeleckich i miała wpływ na syna przez całe jego życie. Brat biskupa, Jan Luzjański, został wojewodą chełmińskim.
Fabian studiował na uniwersytetach w Kolonii (od 1486), Bolonii (od 1490, obronił doktorat prawa kanonicznego) i Ferrarze (od 1491). Podczas studiów we Włoszech zbliżył się do kręgów humanistów, nawiązał wiele znajomości (m.in. z Mikołajem Kopernikiem, z którym wkrótce razem zasiadał w kapitule warmińskiej). Kanonikiem warmińskim był od 1490, później również doszła godność prałatowska kustosza. Powrócił na Warmię w maju 1503.
Od 1506 jako prawnik prowadził ożywioną działalność polityczną, pracując m.in. we wspólnych komisjach warmińsko-krzyżackich. Około 1510 podjął bliższą współpracę z zakonem, dostarczał kanclerzowi wielkiego mistrza dokumenty świadczące o prawach Krzyżaków do Prus Królewskich.
5 kwietnia 1512 został wybrany przez kapitułę nowym biskupem warmińskim po śmierci Łukasza Watzenrodego; podobnie, jak było w przypadku wyboru Watzenrodego w 1489, król Polski (Zygmunt I Stary) został postawiony przed faktem dokonanym - kanonicy warmińscy, zobowiązani do wyboru "osoby miłej królowi", argumentowali, że w ich przekonaniu Fabian ten warunek spełniał. Król zaakceptował ostatecznie ten wybór (6 lipca 1512), we wrześniu nastąpiło także zatwierdzenie przez papieża. 5 grudnia 1512 Fabian Luzjański przyjął w Piotrkowie sakrę biskupią z rąk arcybiskupa Jana Łaskiego, w obecności króla.
7 grudnia t.r. zawarty został tzw. układ piotrkowski, regulujący ostatecznie zasady wyboru biskupów warmińskich; wzmocniono gwarancje królewskie, a zarazem ograniczono potencjalne kandydatury do grona kanoników warmińskich z pruskim indygenatem (nie dotyczyło to jedynie członków rodziny królewskiej). Pod koniec grudnia układ został także przyjęty przez kapitułę, od której następnie biskup Fabian przyjął przysięgę wierności królowi. Z pomocą arcybiskupa Łaskiego Luzjański skutecznie bronił układu piotrkowskiego w Rzymie przeciw grupie przebywających tam kanoników.
Od chwili zawarcia układu biskup popierał zdecydowanie politykę królewską. Zerwał kontakty z zakonem krzyżackim, co ostatecznie przerodziło się w długotrwały konflikt z wielkim mistrzem Albrechtem. Fabian zwracał się do króla Zygmunta z prośbą o interwencję wobec planów zbrojnych Albrechta, który dodatkowo wspierał grasujących na Warmii rozbójników. W latach 1519–1521 przetoczyła się przez Warmię kolejna wojna z zakonem krzyżackim; na ten okres przypada m.in. obrona zamku w Olsztynie przez Kopernika.
Jako zwierzchnik diecezji był skoncentrowany raczej na sprawach politycznych, niż religijnych (według źródeł historycznych, jako biskup miał tylko jeden raz odprawić mszę świętą). Wydał m.in. brewiarz warmiński oraz wydał dwa zarządzenia przeciw przejawom zeświecczenia kleru, jednak nie uchodził za gorliwego przeciwnika Reformacji, wyrażał się z uznaniem o Lutrze. Był podobno rozważany jako kandydat do nominacji kardynalskiej.
Zmarł w efekcie nabytej jeszcze podczas włoskich studiów choroby wenerycznej, mimo kuracji zastosowanej przez Kopernika. Następcą Fabiana Luzjańskiego na biskupstwie warmińskim został Maurycy Ferber.